# Club Aurora
Club Aurora ist ein Fußballverein aus Cochabamba in Bolivien. Der Verein wurde am 27. Mai 1935 gegründet und trägt seine Heimspiele im Estadio Félix Capriles aus.

## Geschichte
Der 1935 gegründete Club Aurora ist einer der traditionsreichsten Vereine des bolivianischen Fußballs und war 1977 einer der Begründer der bolivianischen Profifußballliga. Auf nationaler Ebene hat der Verein zwei Meisterschaften in der ersten Liga (1963 und 2008) errungen und belegt damit den siebten Platz in der Geschichte der ersten bolivianischen Liga, während er fünfmal Vizemeister wurde (1957, 1960, 1961, 1964 und 2004). Im Jahr 1964 gab der Verein sein Debüt in der Copa Libertadores de América und war der dritte bolivianische Verein, der an diesem Wettbewerb teilnahm. Außerdem hat er mehrmals an der Copa Sudamericana teilgenommen, wobei das bisher beste Abschneiden 2011 erfolgte, als der Verein das Achtelfinale erreichte.
In seiner Geschichte ist der Verein zweimal aus der höchsten Spielklasse abgestiegen, das erste Mal 1988 und das zweite Mal 2014. Im Jahr 2018 kehrten sie nach vier Jahren Abstinenz in die höchste Spielklasse des bolivianischen Fußballs zurück.

## Rivalitäten
Den Klub verbindet eine Rivalität mit dem Team Club Jorge Wilstermann um die Vorherrschaft in Cochabamba.

## Stadion
Die Heimspiele des Clubs Aurora werden im Estadio Félix Capriles ausgetragen, welches 32.000 Zuschauer fasst.

## Erfolge
- Bolivianischer Meister: 1963, 2008-C

## Spieler
- Leandro Grech (2004–2005)